# Ana Kerezovic
Ana Kerezovic (* 1972 in Bor, Jugoslawien) ist eine jugoslawisch-deutsche Schauspielerin.

## Leben
Am Mozarteum in Salzburg absolvierte sie ihre Schauspielausbildung und besuchte darüber hinaus Workshops beim Complicity Theatre in London und bei Yoshi Oida in Berlin. Engagiert war sie bisher am neuen theater Halle, am Zimmertheater Tübingen, am Alten Schauspielhaus Stuttgart, wo sie u. a. in Christian Nickels Inszenierungen von Der Widerspenstigen Zähmung und Emilia Galotti spielte, an den Hamburger Kammerspielen und wirkte in Peter Steins Faust-Projekt mit.
Dazu kamen Rollen in Fernsehfilmen und -serien, u. a. in Tatort, Im Namen des Gesetzes, Papa und Mama sowie Faust I + II von Peter Schönhofer und Thomas Grimm für das ZDF. 2007 war sie bei Wege zum Glück in einer Nebenrolle zu sehen, 2008 im Großstadtrevier.
Sie arbeitete zuletzt in Berlin, u. a. am Maxim Gorki Theater und am Hebbel-Theater am Ufer (HAU).
Seit dem Sommer 2011 ist sie am Stadttheater Gießen engagiert und u. a. in den Stücken Prinz Friedrich von Homburg, Ein Volksfeind und Der kleine Prinz zu sehen.

## Filmografie
- 1999: Ein starkes Team – Braunauge (Fernsehserie)
- 2001: Johann Wolfgang von Goethe: Faust I
- 2001: Johann Wolfgang von Goethe: Faust II
- 2002: Abschnitt 40 – Morgengrauen
- 2004: Familie auf Bestellung
- 2006: Papa und Mama
- 2006: Warchild – Die Vermissten
- 2006: Im Namen des Gesetzes – Junge Liebe
- 2007: Tatort – Roter Tod (Fernsehreihe)
- 2007: Wege zum Glück
- 2008: Großstadtrevier – Morgendliche Begleitung